# Pretail
Pretail (auch als Pre-Tail, Pre-Retail, Pre-Launch oder Pre-Commerce bezeichnet) ist eine Unterkategorie des E-Commerce und Online-Einzelhandels für die Markteinführung neuer Produkte, Dienstleistungen und Marken durch Online-Voreinführung, von der Erstellung einer Interessenwarteliste von Anmeldungen vor der Markteinführung bis zum Sammeln von Reservierungen oder Vorbestellungen in begrenzter Menge vor der Veröffentlichung und Realisierung oder kommerziellen Verfügbarkeit. Pretail umfasst den Handel vor dem Verkauf, Einzelhändler vor der Bestellung, Marketing-Dienstleistungen vor der Markteinführung, Inkubationsmarktplätze, Crowdfunding-Communities und Nachfragekettenmanagementsysteme. Einzelhändler sind heute zunehmend im „Pre-tailing“ tätig, um die Verbrauchernachfrage in der Anfangsphase der neuen Handelskette zu testen, zu fördern und zu monetarisieren.

## Konzept
Pretail ist eng verbunden mit dem Terminus „Crowdsourcing“ und ist Teil einer langen Kette von „Pre“-Aktivitäten, wie pre-chases, pre-realization, pre-consumers usw. Konsumenten tragen aktiv zum „Pre-Tailing“ bei und unterstützen Ideen, die sie gerne auf dem Markt sehen würden. Plattformen wie Kickstarter.com oder MakeThatThing.com geben Entwicklern die Möglichkeit, ihre Ideen und Kreationen vorzustellen, bevor sie überhaupt erst auf den Markt kommen. Konsumenten scheinen vor allen Dingen an Projekten interessiert zu sein, die es niemals in die Produktion einer traditionellen Marke geschafft hätten.
Pretail ermöglicht es Innovatoren, die Eignung ihres Produkts für den Markt mit einem MVP-Äquivalent zu testen. Die Risiken beim Pre-Tailing könnten mit Pre-Tailing-Plattformen reduziert werden. Mehr Menschen können Investoren und Verkäufer sein und sie müssen immer weniger Risiken eingehen, da die Nachfrage getestet wird, Geldmittel beschafft und Produkte hergestellt werden können. Durch die Verringerung des Risikos im Pre-tailing werden Unternehmer unterstützt, indem sie die wahrgenommenen und tatsächlichen Risiken, die mit der Einführung eines Produkts und vielleicht der Gründung eines Unternehmens verbunden sind, verringert werden. Das Pre-tailing bietet die Möglichkeit, sich den Trends von Angebot und Nachfrage anzupassen. Es ist die Verbindung zwischen immer anspruchsvolleren Verbrauchern und dem Wachstum des Unternehmertums. Einige Dienstleistungen und Produkte auf Pre-Tailing-Plattformen heben einfach nicht ab, während andere starke Hinweise auf die Marktnachfrage erhalten, große Mengen an Vorbestellungen erhalten und massenhaftes Kapital für die Erstfertigung aufbringen. Diese Arten von Dienstleistungen oder Produkten sind diejenigen, die es schaffen, E-Tailer zu werden.
Letztendlich ist das Ziel von Pretail-Produkten, vom traditionellen „Mainstream“-Einzelhandel aufgenommen zu werden.

## Wachstum
Die Nachfrage im Pretail wächst: Elektronik, Filme, Musik, Videospiele, Bücher, Mode, Softwareanwendungen, angeschlossene Geräte, Autos, Spielzeug, Kosmetik, Kunst, Veranstaltungen usw. Dieser Trend wird von Unternehmen vorangetrieben, um die Entwicklung neuer Produkte zu fördern, Produktveröffentlichungen besser zu organisieren, das Marktrisiko zu senken und die frühzeitige Annahme durch die Fans zu erhöhen. Große Unternehmen wie Amazon und Apple bieten neue Produkte im Vorfeld dem Einzelhandel an, um die Nachfrage zu messen, die Marktdynamik in der Lieferkette zu steuern und die Antizipation der Fangemeinde zu monetarisieren. Kleine Unternehmen nutzen Crowdfunding-Plattformen wie Kickstarter und Indiegogo vor der Produktrealisierung, um die Markttauglichkeit von Produkten zu testen, die Herstellung zu finanzieren und eine Fandom-Community aufzubauen. Die Beteiligung der Verbraucher an der Voreinführung von Produkten und Dienstleistungen wird nach Meinung von Branchenexperten für Verbraucherverhaltenstrends zum Mainstream.